# Parapholis
Parapholis é um género botânico pertencente à família Poaceae.